# Halowe Mistrzostwa Europy w Lekkoatletyce 1984
XV Halowe Mistrzostwa Europy odbyły się 3–4 marca 1984 w Göteborgu w hali Scandinavium.

## Wyniki zawodów

### Mężczyźni

#### Konkurencje biegowe
| konkurencja                           | złoto                            | złoto   | srebro                      | srebro  | brąz                           | brąz    |
| ------------------------------------- | -------------------------------- | ------- | --------------------------- | ------- | ------------------------------ | ------- |
| Bieg na 60 m (szczegóły)              | Christian Haas · RFN             | 6,68    | Antonio Ullo · Włochy       | 6,68    | Ronald Desruelles · Belgia     | 6,69    |
| Bieg na 200 m (szczegóły)             | Aleksandr Jewgienjew · ZSRR      | 20,98   | Ade Mafe · Wielka Brytania  | 21,34   | Giovanni Bongiorni · Włochy    | 21,48   |
| Bieg na 400 m (szczegóły)             | Siergiej Łowaczow · ZSRR         | 46,72   | Roberto Tozzi · Włochy      | 47,01   | Didier Dubois · Francja        | 47,29   |
| Bieg na 800 m (szczegóły)             | Donato Sabia · Włochy            | 1:48,05 | André Lavie · Francja       | 1:48,35 | Phil Norgate · Wielka Brytania | 1:47,68 |
| Bieg na 1500 m (szczegóły)            | Peter Wirz · Szwajcaria          | 3:41,35 | Riccardo Materazzi · Włochy | 3:41,57 | Thomas Wessinghage · RFN       | 3:41,75 |
| Bieg na 3000 m (szczegóły)            | Lubomír Tesáček · Czechosłowacja | 7:53,16 | Markus Ryffel · Szwajcaria  | 7:53,61 | Karl Fleschen · RFN            | 7:54,45 |
| Bieg na 60 m przez płotki (szczegóły) | Romuald Giegiel · Polska         | 7,62    | György Bakos · Węgry        | 7,75    | Jiří Hudec · Czechosłowacja    | 7,77    |

#### Konkurencje techniczne
| konkurencja                | złoto                        | złoto    | srebro                             | srebro | brąz                          | brąz  |
| -------------------------- | ---------------------------- | -------- | ---------------------------------- | ------ | ----------------------------- | ----- |
| Skok wzwyż (szczegóły)     | Dietmar Mögenburg · RFN      | 2,33     | Carlo Thränhardt · RFN             | 2,30   | Roland Dalhäuser · Szwajcaria | 2,30  |
| Skok o tyczce (szczegóły)  | Thierry Vigneron · Francja   | 5,85 WR  | Pierre Quinon · Francja            | 5,75   | Aleksandr Krupski · ZSRR      | 5,60  |
| Skok w dal (szczegóły)     | Jan Leitner · Czechosłowacja | 7,96     | Mathias Koch · NRD                 | 7,91   | Robert Emmijan · ZSRR         | 7,89  |
| Trójskok (szczegóły)       | Hryhorij Jemeć · ZSRR        | 17,33 ER | Vlastimil Mařinec · Czechosłowacja | 17,16  | Béla Bakosi · Węgry           | 17,15 |
| Pchnięcie kulą (szczegóły) | Jānis Bojārs · ZSRR          | 20,84    | Werner Günthör · Szwajcaria        | 20,33  | Alessandro Andrei · Włochy    | 20,32 |

### Kobiety

#### Konkurencje biegowe
| konkurencja                           | złoto                                  | złoto      | srebro                           | srebro  | brąz                            | brąz    |
| ------------------------------------- | -------------------------------------- | ---------- | -------------------------------- | ------- | ------------------------------- | ------- |
| Bieg na 60 m (szczegóły)              | Beverly Kinch · Wielka Brytania        | 7,16       | Anelija Nunewa · Bułgaria        | 7,23    | Nelli Cooman · Holandia         | 7,23    |
| Bieg na 200 m (szczegóły)             | Jarmila Kratochvílová · Czechosłowacja | 23,02      | Marie-Christine Cazier · Francja | 23,68   | Olga Antonowa · ZSRR            | 23,80   |
| Bieg na 400 m (szczegóły)             | Taťána Kocembová · Czechosłowacja      | 49,97      | Erica Rossi · Włochy             | 52,37   | Rosica Stamenowa · Bułgaria     | 52,41   |
| Bieg na 800 m (szczegóły)             | Milena Matějkovičová · Czechosłowacja  | 1:59,52 CR | Doina Melinte · Rumunia          | 1:59,81 | Cristieana Cojocaru · Rumunia   | 2:01,24 |
| Bieg na 1500 m (szczegóły)            | Fița Lovin · Rumunia                   | 4:10,03    | Elly van Hulst · Holandia        | 4:11,09 | Sandra Gasser · Szwajcaria      | 4:11,70 |
| Bieg na 3000 m (szczegóły)            | Brigitte Kraus · RFN                   | 9:12,07    | Tetiana Pozdniakowa · ZSRR       | 9:15,04 | Ivana Kleinová · Czechosłowacja | 9:15,71 |
| Bieg na 60 m przez płotki (szczegóły) | Lucyna Kałek · Polska                  | 7,96       | Wiera Akimowa · ZSRR             | 7,99    | Jordanka Donkowa · Bułgaria     | 8,09    |

#### Konkurencje techniczne
| konkurencja                | złoto                               | złoto | srebro                       | srebro | brąz                        | brąz  |
| -------------------------- | ----------------------------------- | ----- | ---------------------------- | ------ | --------------------------- | ----- |
| Skok wzwyż (szczegóły)     | Ulrike Meyfarth · RFN               | 1,95  | Maryse Éwanjé-Épée · Francja | 1,95   | Danuta Bułkowska · Polska   | 1,95  |
| Skok w dal (szczegóły)     | Susan Hearnshaw · Wielka Brytania   | 6,70  | Eva Murková · Czechosłowacja | 6,55   | Stefania Lazzaroni · Włochy | 6,08  |
| Pchnięcie kulą (szczegóły) | Helena Fibingerová · Czechosłowacja | 20,34 | Claudia Losch · RFN          | 20,23  | Heidi Krieger · NRD         | 20,18 |

## Klasyfikacja medalowa
| Miejsce | Państwo         | Złoto | Srebro | Brąz | Razem |
| ------- | --------------- | ----- | ------ | ---- | ----- |
| 1.      | Czechosłowacja  | 6     | 2      | 2    | 10    |
| 2.      | ZSRR            | 4     | 2      | 3    | 9     |
| 3.      | RFN             | 4     | 2      | 2    | 8     |
| 4.      | Wielka Brytania | 2     | 1      | 1    | 4     |
| 5.      | Polska          | 2     | 0      | 1    | 3     |
| 6.      | Włochy          | 1     | 4      | 3    | 8     |
| 7.      | Francja         | 1     | 4      | 1    | 6     |
| 8.      | Szwajcaria      | 1     | 2      | 2    | 5     |
| 9.      | Rumunia         | 1     | 1      | 1    | 3     |
| 10.     | Bułgaria        | 0     | 1      | 2    | 3     |
| 11.     | Holandia        | 0     | 1      | 1    | 2     |
| 11.     | NRD             | 0     | 1      | 1    | 2     |
| 11.     | Węgry           | 0     | 1      | 1    | 2     |
| 14.     | Belgia          | 0     | 0      | 1    | 1     |
| Razem   | Razem           | 22    | 22     | 22   | 66    |

## Objaśnienia skrótów
WR – rekord świata
ER – rekord Europy
CR – rekord mistrzostw Europy